# Kentenich-Pädagogik
Die Kentenich-Pädagogik ist eine von Josef Kentenich entwickelte Form katholischer Pädagogik, die vor allem in der von ihm gegründeten Schönstatt-Bewegung Verwendung findet, weshalb sie auch Schönstatt-Pädagogik genannt wird. Ihre Grundsäulen sind die Idealpädagogik, Vertrauenspädagogik, Bindungspädagogik, Bewegungspädagogik und Bündnispädagogik. Die bekannteste Methode ist die Idealpädagogik – Der Erzieher hilft dem zu Erziehenden, sein individuelles Ideal zu erkennen und zu entfalten. Als Hilfe dienen hierzu vor allem das „Partikularexamen“, das persönliche Ideal und die „Geistliche Tagesordnung“.
Das heute populäre Modell vom „inneren Kind“ findet sich in der Kentenich-Pädagogik bereits in den 1940er-Jahren als Lehre von „innerseelischen Vorgängen“.
Ziele sind die persönliche Reifung und die Erziehung zu freien Charakteren. Josef Kentenich entwickelte diese in vielen Aspekten an Carl Rogers erinnernde Pädagogik als Lehrer und Spiritual im Internat der Pallottiner in Vallendar. Einige wichtige Erkenntnisse hat er, ähnlich wie Viktor Frankl für seine Logotherapie und Existenzanalyse, während seines Aufenthalts im Konzentrationslager gewonnen.

## Anwendung
Mit der Kentenich-Pädagogik arbeiten die Zentren der von Kentenich gegründeten Schönstatt-Bewegung, zahlreiche Schulen (u. a. in Deutschland und der Schweiz) und die Akademie für Familienpädagogik in Wien.
Zu Kentenichs berühmtesten Schülern gehört u. a. Josef Engling.

## Methoden
Das Partikularexamen ist eine pädagogische Technik zur schrittweisen seelischen Reifung durch kleine, zeitlich abgesetzte Ziele. Der Schüler sucht sich selbst kurzfristige Ziele zur persönlichen Reife. Dabei soll der Therapeut aber nicht zum Erzieher werden, sondern den Klienten zur Selbsterziehung ermutigen. Dieser wird so zum „erzogenen Erzieher“.
Weiter wird der Schüler, auch „Klient“ genannt, angeleitet, aufgrund eigener Erfahrungen und Sehnsüchte sein Persönliches Ideal zu finden, das laut Kentenich nicht „erfunden“ werden muss, sondern bereits in der Seele angelegt ist und „entdeckt“ werden kann. Diese langfristige Suche zeigt Parallelen zur Sinnfrage in der Existenzanalyse Viktor Frankls.
Als wesentlichen Bestandteil zum geistlichen und pädagogischen Wachstum empfahl Kentenich die Geistliche Tagesordnung, also den Gebetsablauf katholischer Geistlicher und aktiver Laien.

## Wirkungsgeschichte
Als einer der ersten Anwender der Schönstatt-Pädagogik kann wohl der langjährige Leiter des Paderborner Lehrerinnenseminars Josef Gründer angesehen werden, der bereits in den 1920er-Jahren Elemente der Kentenich-Pädagogik in die von der Fuldaer Bischofskonferenz in Auftrag gegebene Gestaltung und Kommentierung (Erläuterungen) neuer Lehrpläne für den Religionsunterricht in der Volksschule und eines vereinheitlichten und vereinfachten Schulkatechismus (Einheitskatechismus) einfließen ließ. Auch die katholischen Erziehungswissenschaftler Friedrich Schneider und Franz Xaver Eggersdorfer scheinen von der Schönstatt-Pädagogik inspiriert worden zu sein.
Mit der Kentenich-Pädagogik arbeiten heute insbesondere die Zentren der von Kentenich gegründeten Schönstatt-Bewegung, zahlreiche Schulen (u. a. in Deutschland und der Schweiz) und die Akademie für Familienpädagogik in Wien.

### Primärliteratur
Bislang veröffentlichte pädagogische Texte Josef Kentenichs:
Textsammlungen/Aphorismen
- Ferdinand Kastner: Unter dem Schutze Mariens. Untersuchungen und Dokumente aus der Frühzeit Schönstatts 1912–1914. Ferdinand Schöningh, Paderborn 1939 (3. Aufl. 1940).
- Zur sozialen Frage (Industriepädagogische Tagung 1930; Seelenführerkurs Juli 1929), Schönstatt-Verlag, Vallendar 1990, ISBN 3-920849-54-X.
- Autorität und Freiheit in schöpferischer Spannung (Josefsbrief 1952; Krise um Regierungsformen 1961), Schönstatt-Verlag, Vallendar 1993, ISBN 3-920849-56-6.
- Philosophie der Erziehung. Prinzipien zur Formung eines neuen Menschen- und Gemeinschaftstyps (Originaltitel der Hauptschrift: What is my philosophy of education?, Mai 1961). Bearbeitet von Herta Schlosser, 2. Auflage. Schönstatt-Verlag, Vallendar 1993, ISBN 3-920849-55-8.
- Für eine Welt von morgen. Worte von Pater Josef Kentenich zu Fragen der Erziehung, Schönstatt-Verlag, Vallendar 1970 (6. Aufl. 1990), ISBN 3-920849-12-4.
- Herbert King (Hrsg.): Joseph Kentenich – ein Durchblick in Texten. Band 5: Pädagogische Texte. Patris-Verlag, Vallendar 2005, ISBN 3-87620-275-2.

Einzelausgaben
- Allgemeine Prinzipienlehre der Apostolischen Bewegung von Schönstatt. Einführungstagung für Priester, 1928. Bearbeitet von Herta Schlosser, Schönstatt-Verlag, Vallendar 1999, ISBN 3-920849-92-2.
- Ethos und Ideal in der Erziehung. Wege zur Persönlichkeitsbildung. Vorträge der Jugendpädagogischen Tagung 1931, Schönstatt-Verlag, Vallendar 1972 (2. Aufl. 1992), ISBN 3-920849-16-X.
- Marianische Erziehung. Pädagogische Tagung 1934, Patris-Verlag, Vallendar 1971, Leinen: ISBN 3-87620-017-2, kartoniert: ISBN 3-87620-018-0.
- Grundriß einer neuzeitlichen Pädagogik für den katholischen Erzieher. Vorträge der Pädagogischen Tagung 1950. Bearbeitete Nachschrift, Schönstatt-Verlag, Vallendar 1971 (2. Aufl. 1978), ISBN 3-920849-06-X.
- Daß neue Menschen werden. Eine pädagogische Religionspsychologie. Vorträge der Pädagogischen Tagung 1951. Bearbeitete Nachschrift, Schönstatt-Verlag, Vallendar 1971 (2. Aufl. 1978), ISBN 3-920849-08-X.

### Sekundärliteratur
Monographien
- Mirjam Bleyle: Erziehung aus dem Geiste Schönstatts. Münster 1965.
- M. E. Frömbgen: Neuer Mensch in neuer Gemeinschaft. Zur Geschichte und Systematik der pädagogischen Konzeption Schönstatts. Dissertation. Schönstatt-Verlag, Vallendar 1973, ISBN 3-920849-20-1.
- Ferdinand Kastner: Unter dem Schutze Mariens. Untersuchungen und Dokumente aus der Frühzeit Schönstatts 1912–1914. Ferdinand Schöningh, Paderborn 1939 (3. Aufl. 1940).
- Alex Menningen: Die Erziehungslehre Schönstatts dargestellt am Lebensbilde Josef Englings. Pallottiner-Verlag, Limburg (Lahn) 1936 (Schönstatt-Studien, Heft 2).
- Dorothea Schlickmann: Die Idee von der wahren Freiheit. Eine Studie zur Pädagogik P. Josef Kentenichs. Dissertation. Schönstatt-Verlag, Vallendar 1995, ISBN 3-920849-78-7.
- Hermann Schmidt: Organische Aszese. Ein zeitgemäßer, psychologisch orientierter Weg zur religiösen Lebensgestaltung. 4. Auflage. Ferdinand Schöningh, Paderborn 1940.
- Angelika Schulz: Identitätsbildung. Der Pädagoge Pater J. Kentenich und die Identitätstheorie von Erik H. Erikson. Schönstatt-Verlag, Vallendar 1995, ISBN 3-920849-76-0.

Zu Göttler und Gründer:
- Gerhard Mücher: Glaube und Erziehung im katholischen Erziehungsdenken der Gegenwart. Henn, Ratingen 1967.
- Hans Schilling: Grundlagen der Religionspädagogik. Zum Verhältnis von Theologie und Erziehungswissenschaft. Düsseldorf 1970.

Zu Josef Göttler:
- Wilhelmine Sayler: Josef Göttler und die christliche Pädagogik. Kösel, München 1960.

Zu Josef Gründer:
- Udo Stroop: Preußische Lehrerinnenbildung im katholischen Westfalen: das Lehrerinnenseminar in Paderborn (1832–1926). Paderborn 1992, ISBN 3-923621-84-1.

Zu F. X. Eggersdorfer:
- Reinhold Weinschenk: Franz Xaver Eggersdorfer (1879–1958) und sein System der allgemeinen Erziehungslehre. Schöningh, Paderborn 1972.

Aufsätze
- E. Badry: Grundstrukturen einer christlich vermittelten Erziehung. In: Regnum 15 (1980), S. 159–168; Regnum 16 (1981), Heft 1, S. 10–25 und Heft 2, S. 79–87.
- E. Badry: Schönstatt-Pädagogik und Erziehungswissenschaft heute. Begegnungsmöglichkeiten, Anknüpfungspunkte, Aufgaben. In: Regnum 22 (1988), S. 87–99.
- A. Brühlmeier, W. Hegglin: Pädagogik im Geiste Schönstatts. In: Regnum 23 (1989), S. 77–92.
- Alex Menningen: Wege zur Menschenbildung in der heutigen Seelsorge. In: Heinrich Maria Köster (Hrsg.): Neue Schöpfung. Beiträge zu pastoralen Gegenwartsfragen. Lahn-Verlag, Limburg an der Lahn 1948, S. 501–591.